# Fernando Santos
Fernando Manuel Costa Santos (n. 10 octombrie 1954, Lisabona, Portugalia) este un fotbalist portughez retras din activitate, care a jucat pe post de fundaș lateral sau fundaș la echipe ca Estoril, Benfica și Marítimo. După încheierea carierei, a devenit antrenor, și antrenează în prezent pe Echipa națională de fotbal a Azerbaidjanului.
Santos are de asemenea o diplomă în inginerie electrică și de telecomunicații, acordată în 1977 de Instituto Superior de Engenharia de Lisboa.

## Palmares

### Manager
Porto
- Primeira Liga: 1998–99
- Taça de Portugal: 1999–2000, 2000–01
- Supertaça Cândido de Oliveira: 1998, 1999

AEK Athens
- Greek Football Cup: 2001–02

Portugal
- Campionatul European: 2016

### Individual
- Superleague Greece Manager of the Year: 2001–02, 2004–05, 2008–09, 2009–10
- Superleague Greece Manager of the Decade: 2000–10